# Khentii (tỉnh)
Khentii (tiếng Mông Cổ: Хэнтий) là một trong 21 aimag (tỉnh) của Mông Cổ, nằm tại phía đông của đất nước. Tỉnh lị là Öndörkhaan. Tên của tỉnh được đặt theo dãy núi Khentii. Tỉnh được biết đến là nơi sinh và nơi nghỉ ngơi cuối đời của Thiết Mộc Chân (tức Thành Cát Tư Hãn).

## Địa lý
Tỉnh có biên giới với cộng hòa tự trị Buryatia và vùng Zabaykalsky của Nga ở phía bắc. Các tỉnh lân cận là Darkhan-Uul ở phía tây bắc, Töv ở phía tây, Govisümber ở phía tây nam, Dornogovi ở phía nam, Sükhbaatar ở phía đông nam, và Dornod ở phía đông. Ranh giới với Töv bị đứt đoạn do Baganuur, một đơn vị hành chính ngoại vi của Ulaanbaatar.
Phần tây bắc của tỉnh thuộc phần phí đông của dãy núi Khentii, về phía đông nam phong cảnh chuyển dần sang hình ảnh thảo nguyên bằng phẳng của miền đông Mông Cổ. Ngọn núi Burkhan Khaldun thuộc Khu bảo tồn hoàn toàn Khan Khentii được coi như một nơi thần thánh vì được thừa nhận là nơi sinh của Thành Cát Tư Hãn.
Phía nam của Burkhan Khaldun là nơi khởi nguồn sông Kherlen, sông chảy qua phần phía nam của tỉnh về hướng đông sau khi chảy vòng qua tỉnh Töv. Một phần nhỏ phía cực đông của tỉnh có các con suối đổ ra sông Onon. Công viên quốc gia Balj-Onon nằm tại phần tây bắc của tỉnh.

## Dân số
| Dân tộc          | Tiếng Mông Cổ | 1979   | %      | 1989   | %      | 2000   | %      |
| ---------------- | ------------- | ------ | ------ | ------ | ------ | ------ | ------ |
| Khalkha          | Халх          | 42.883 | 81,21  | 57.391 | 77,76  | 61.363 | 86,49  |
| Buriad           | Буриад        | 6.550  | 12,40  | 7.044  | 9,54   | 6.223  | 8,77   |
| Uriankhai        | Урианхай      | 595    | 1,13   | 1.004  | 1,36   | 951    | 1,34   |
| Kazakh           | Казак (Хасаг) | 1.290  | 2,44   | 3.655  | 4,95   | 629    | 0,89   |
| Dariganga        | Дарьганга     | 177    | 0,34   | 353    | 0,48   | 361    | 0,51   |
| Dörvöd           | Дөрвөд        | 154    | 0,29   | 208    | 0,28   | 186    | 0,26   |
| Bayad            | Баяд          | 56     | 0,11   | 185    | 0,25   | 120    | 0,17   |
| Darkhad          | Дархад        | 18     | 0,03   | 24     | 0,03   | 32     | 0,05   |
| Torguud          | Торгууд       | 37     | 0,07   | 19     | 0,03   | 16     | 0,02   |
| Üzemchin         | Үзэмчин       | 18     | 0,03   | 8      | 0,01   | 3      | 0,00   |
| Khác             |               | 209    | 0,40   | 161    | 0,22   | 482    | 0,68   |
| Người nước ngoài |               | 816    | 1,55   | 3.752  | 5,08   | 580    | 0,82   |
| Tổng             |               | 52.803 | 100,00 | 73.804 | 100,00 | 70.946 | 100,00 |

## Hành chính

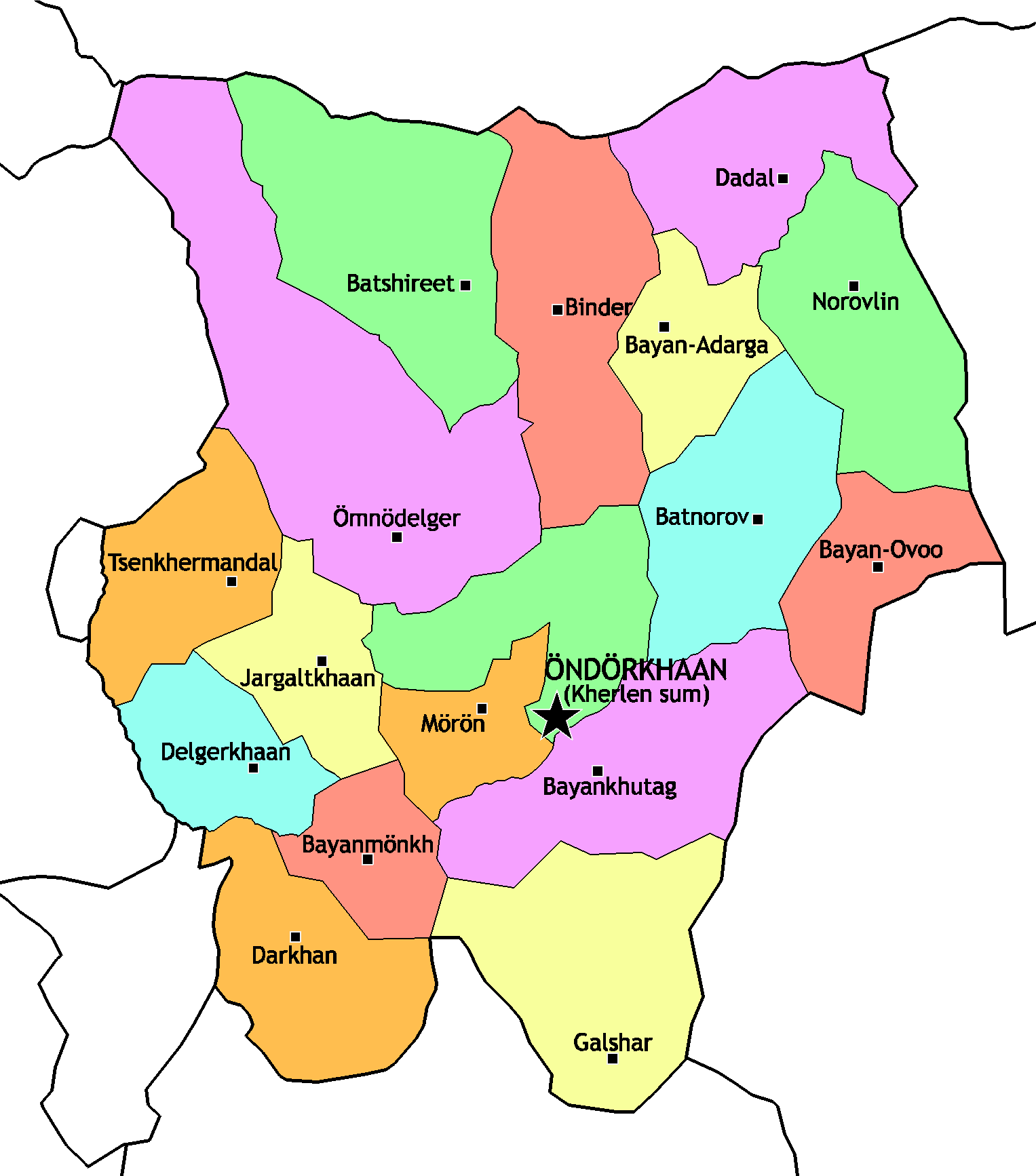
Các sum của Khentii

| Thành phố            | Tiếng Mông Cổ | Sum      | Dân số(1994) | Dân số (2001) | Dân số (2006) | Dân số (2007) | Dân số (2008) |
| -------------------- | ------------- | -------- | ------------ | ------------- | ------------- | ------------- | ------------- |
| Berkh                | Бэрх          | Batnorov | 4.517        | 3.871         | 3.890         | 3.673         | 3.541         |
| Bor-Öndör            | Бор-Өндөр     | Darkhan  | 2.695        | 6.406         | 8.510         | 8.932         | 8.902         |
| Öndörkhaan (tỉnh lị) | Өндөрхаан     | Kherlen  | 14.409       | ~12.000       | ~14.800       | ~15.000       | ~15.000       |

| Sum            | Tiếng Mông Cổ | Dân số (1994) | Dân số (2001) | Dân số (2005) | Dân số (2008) | Diện tích (km²) | Mật độ (/km²) |
| -------------- | ------------- | ------------- | ------------- | ------------- | ------------- | --------------- | ------------- |
| Batnorov       | Батноров      | 3.169         | 2.986         | 6739*         | 2.833         | 4.968           | 0,57          |
| Batshireet     | Батширээт     | 2.591         | 2.196         | 2.009         | 2.092         | 7.018           | 0,30          |
| Bayan-Adarga   | Баян-Адарга   | 2.493         | 2.333         | 2.413         | 2.429         | 3.021           | 0,80          |
| Bayankhutag    | Баянхутаг     | 2.130         | 2.280         | 2.090         | 1.949         | 6.029           | 0,32          |
| Bayanmönkh     | Баянмөнх      | 1.646         | 1.790         | 1.693         | 1.532         | 2.540           | 0,60          |
| Bayan-Ovoo     | Баян-Овоо     | 1.917         | 1.697         | 1.701         | 1.765         | 3.381           | 0,52          |
| Binder         | Биндэр        | 4.184         | 3.615         | 3.537         | 3.784         | 5.386           | 0,70          |
| Dadal          | Дадал         | 2.826         | 2.387         | 2.534         | 2.667         | 4.727           | 0,56          |
| Darkhan        | Дархан        | 1.949         | 1.904         | 9.462**       | 1.899         | 4.455           | 0,43          |
| Delgerkhaan    | Дэлгэрхаан    | 3.029         | 2.902         | 2.339         | 2.353         | 3.986           | 0,59          |
| Galshar        | Галшар        | 2.575         | 2.906         | 2.468         | 2.074         | 6.676           | 0,31          |
| Jargaltkhaan   | Жаргалтхаан   | 1.863         | 2.073         | 1.848         | 1.926         | 2.752           | 0,70          |
| Kherlen ***    | Хэрлэн        | 20.172        | 16.578        | 16.783        | 17.154        | 3.788           | 4,53          |
| Mörön          | Мөрөн         | 2.444         | 2.264         | 2.026         | 1.934         | 2.196           | 0,88          |
| Norovlin       | Норовлин      | 2.713         | 2.777         | 2.255         | 2.341         | 5.334           | 0,44          |
| Ömnödelger     | Өмнөдэлгэр    | 3.895         | 5.739         | 5.208         | 5.148         | 10.877          | 0,47          |
| Tsenkhermandal | Цэнхэрмандал  | 2.361         | 1.791         | 1.661         | 1.447         | 3.177           | 0,46          |

* - Bao gồm Berkh.
** - Bao gồm Bor-Öndör.
*** - Bao gồm tỉnh lị Öndörkhaan.